# Дондиньо
Жоао Рамос до Насименто (на португалски: João Ramos do Nascimento), по прякор Дондиньо (на португалски: Dondinho), е бразилски футболист, наставник, треньор и баща на бразилската легенда Пеле.

## Биография
Роден е на 2 октомври 1917 г. в Кампос Гераис, Бразилия. По време на кариерата си, Дондиньо играе в редица малки клубове. Има възможност да играе за Атлетико Минейро, но контузва коляното си сериозно в първия си мач. Той се пенсионира поради нараняване и става болничен хигиенист, като синът му Пеле му помага.
Умира на 16 ноември 1996 г. в Сао Пауло, Бразилия.